# Last Woman on Earth
Last Woman on Earth este un film SF american din 1960 regizat de Roger Corman. În rolurile principale joacă actorii Anthony Carbone, Betsy Jones-Moreland.
Filmul prezintă povestea a trei supraviețuitori ai unui apocalipse misterioase, care pare să fi șters toți oamenii de pe pământ. Scenariul este scris de Robert Towne, care, de asemenea, apare în filmul ca "Edward Wain". Muzica a fost compusă și condusă de Ronald Stein.

## Prezentare
Ev împreună cu soțul ei Harold și cu prietenul lor, avocatul Martin, se află în vacanță în Puerto Rico. Ei fac scufundări și atunci când reapar, ajung la concluzia că o întrerupere inexplicabilă și temporară a oxigenului a ucis toată lumea de pe insulă, posibil chiar toți oamenii din lume.

## Actori
- Betsy Jones-Moreland este Evelyn Gern (ca Betsy Jones Moreland)
- Antony Carbone este Harold Gern
- Robert Towne este Martin Joyce (ca Edward Wain)